# Naga Saribu (Pematang Silimahuta)
Naga Saribu is een bestuurslaag in het regentschap Simalungun van de provincie Noord-Sumatra, Indonesië. Naga Saribu telt 1330 inwoners (volkstelling 2010).